# 原子轨道线性组合
本条目中，向量與标量分別用粗體與斜體顯示。例如，位置向量通常用 {\displaystyle \mathbf {r} \,\!} 表示；而其大小則用 {\displaystyle r\,\!} 來表示。
原子轨域线性组合（Linear combination of atomic orbitals，或者简写为LCAO），是量子化学中用于求解分子轨域的一种方法，这种方法是通过对原子轨域进行线性叠加来构造分子轨域。因为它属于分子轨域方法的一种，所以又称原子轨域线性组合的分子轨域方法，或者叫LCAO-MO。它于1929年由约翰·兰纳-琼斯爵士引入用于描述元素周期表第一行上原子构成的双原子分子的成键，并且经由Ugo Fano进行了扩展。 
在量子力学里，原子的电子组态由波函数来描述。从数学上来看，这些波函数构成了函数基组。在化学反应过程中，轨道波函数会发生改变，根据原子所参与形成的化学键的类型，电子雲的形状会相应改变。
LCAO的数学形式为：
{\displaystyle \ \Psi _{i}=\sum _{j}^{n}c_{ji}\varphi _{j}}
其中{\displaystyle \Psi _{i}}为第{\displaystyle i}条分子轨道，它被表示为{\displaystyle n}个原子基函数（原子轨道）{\displaystyle \varphi _{j}}的线性叠加。系数{\displaystyle c_{ji}}表示了第{\displaystyle j}条原子轨道对该分子轨道{\displaystyle i}的贡献大小。
作为基函数的原子轨道{\displaystyle \varphi _{j}}通常是在（核）中心场作用下的单电子波函数。所使用的基函数通常是类氢原子，因为类氢原子波函数已知有解析的表达式。当然，基函数也可以选择如高斯函数的其他形式。
通过变分法求系统总能量的最低值，人们可以获得线性展开式前每项的系数{\displaystyle c_{ji}}。这种定量方法称为Hartee-Fock方法。但随着计算化学的发展，人们一般不用LCAO做波函数的实际优化，只用其作定性估测，以衡量或预测其他计算方法的结果。

## 基本计算过程
假设分子系统的哈密顿量为{\displaystyle {\hat {H}}}，其定态薛定谔方程为
{\displaystyle {\hat {H}}\Psi =E\Psi }。
其中{\displaystyle \Psi }为分子轨道（分子波函数），{\displaystyle E}分子体系的能量。
LCAO的基本思想就是用原子轨道{\displaystyle \varphi }的线性组合来表示分子轨道{\displaystyle \Psi }：
{\displaystyle |\Psi \rangle =\sum \limits _{k}{{c_{k}}\left|{\varphi _{k}}\right\rangle }}
将其代入到定态薛定谔方程中，
{\displaystyle \sum \limits _{k}{{c_{k}}{\hat {H}}\left|{\varphi _{k}}\right\rangle }=E\sum \limits _{k}{{c_{k}}\left|{\varphi _{k}}\right\rangle }}
{\displaystyle \sum \limits _{k}{{c_{k}}\underbrace {\left\langle {\varphi _{i}}\right|{\hat {H}}\left|\varphi _{k}\right\rangle } _{H_{ik}}}=E\sum \limits _{k}{{c_{k}}\underbrace {\left\langle {\varphi _{i}}|{\varphi _{k}}\right\rangle } _{S_{ik}}}}
{\displaystyle \sum \limits _{k}{{c_{k}}\left({{H_{ik}}-E{S_{ik}}}\right)=0}}
所得到的线性方程组系统为久期方程。注意，在LCAO中，{\displaystyle \left\langle {\varphi _{i}}|{\varphi _{k}}\right\rangle \neq \delta _{i,k}}，这是因为这里的{\displaystyle i,k}代表的不再是同一原子的波函数，而是处于不同位置的原子的波函数，它们一般不满足正交归一性。{\displaystyle S_{ik}}与原子间的位置相关，原子间相距近，则波函数间交叠大；若原子相距很远，{\displaystyle S_{ik}}则趋于零，因此{\displaystyle S_{ik}}被称作重叠积分（overlap integral）。

## 实例：双原子分子
记双原子分子中两个原子的波函数分别为{\displaystyle \varphi _{A}}与{\displaystyle \varphi _{B}}，根据LCAO，分子波函数可以写作线性组合：
{\displaystyle \Psi ={c_{A}}{\varphi _{A}}+{c_{B}}{\varphi _{B}}}
代入到定态薛定谔方程{\displaystyle {\hat {H}}\Psi =E\Psi }中，
{\displaystyle {\hat {H}}\left({{c_{A}}{\varphi _{A}}+{c_{B}}{\varphi _{B}}}\right)=E\left({{c_{A}}{\varphi _{A}}+{c_{B}}{\varphi _{B}}}\right)}
分别用两个原子波函数与上式做内积，
{\displaystyle \int {d\tau \;\varphi _{A}^{*}{\hat {H}}\left({{c_{A}}{\varphi _{A}}+{c_{B}}{\varphi _{B}}}\right)}=E\int {d\tau \;\left({{c_{A}}\varphi _{A}^{*}{\varphi _{A}}+{c_{B}}\varphi _{A}^{*}{\varphi _{B}}}\right)}}
{\displaystyle \int {d\tau \;\varphi _{B}^{*}{\hat {H}}\left({{c_{A}}{\varphi _{A}}+{c_{B}}{\varphi _{B}}}\right)}=E\int {d\tau \;\left({{c_{A}}\varphi _{B}^{*}{\varphi _{A}}+{c_{B}}\varphi _{B}^{*}{\varphi _{B}}}\right)}}
展开，
{\displaystyle {c_{A}}\underbrace {\int {d\tau \;\varphi _{A}^{*}{\hat {H}}{\varphi _{A}}}} _{H_{AA}}+{c_{B}}\underbrace {\int {d\tau \;\varphi _{A}^{*}{\hat {H}}{\varphi _{B}}}} _{H_{AB}}=E{c_{A}}\underbrace {\int {d\tau \;\varphi _{A}^{*}{\varphi _{A}}}} _{1}+E{c_{B}}\underbrace {\int {d\tau \;\varphi _{A}^{*}{\varphi _{B}}}} _{S_{AB}}}
{\displaystyle {c_{A}}\underbrace {\int {d\tau \;\varphi _{B}^{*}{\hat {H}}{\varphi _{A}}}} _{H_{BA}}+{c_{B}}\underbrace {\int {d\tau \;\varphi _{B}^{*}{\hat {H}}{\varphi _{B}}}} _{H_{BB}}=E{c_{A}}\underbrace {\int {d\tau \;\varphi _{B}^{*}{\varphi _{A}}}} _{S_{BA}}+E{c_{B}}\underbrace {\int {d\tau \;\varphi _{B}^{*}{\varphi _{B}}}} _{1}}
因此得到，
{\displaystyle {c_{A}}\left({{H_{AA}}-E}\right)+{c_{B}}\left({{H_{AB}}-E{S_{AB}}}\right)=0}
{\displaystyle {c_{A}}\left({{H_{BA}}-E{S_{BA}}}\right)+{c_{B}}\left({{H_{BB}}-E}\right)=0}
相应的久期方程矩阵形式为
{\displaystyle {\begin{bmatrix}{{H_{AA}}-E}&{{H_{AB}}-E{S_{AB}}}\\{{H_{BA}}-E{S_{BA}}}&{{H_{BB}}-E}\\\end{bmatrix}}{\begin{bmatrix}{c_{A}}\\{c_{B}}\\\end{bmatrix}}=0}
线性组合的系数由此可求得。
双原子分子体系的能量{\displaystyle E}可由两个方程之比求得，
{\displaystyle {\frac {{H_{AA}}-E}{{H_{BA}}-E{S_{BA}}}}={\frac {{H_{AB}}-E{S_{AB}}}{{H_{BB}}-E}}}

### 最简单的分子： H2+{\displaystyle _{2}^{+}}
H{\displaystyle _{2}^{+}}是由两个质子与一个电子组成的同核双原子分子，是最简单的分子形式。设想H{\displaystyle _{2}^{+}}的分子轨道可以由两个氢原子的基态波函数1s线性叠加而成。此时满足{\displaystyle {H_{AA}}={H_{BB}}=\alpha ,{H_{AB}}={H_{BA}}=\beta ,{S_{AB}}={S_{BA}}=S}，其中α为库仑积分，β为交换积分，S为重叠积分。于是，代入用于求能量的比值式：
{\displaystyle {\frac {\alpha -E}{\beta -ES}}={\frac {\beta -ES}{\alpha -E}}}
可得到两个可能的能量值；回代入久期方程，可得到系数{\displaystyle c_{A}}与{\displaystyle c_{B}}的关系。
{\displaystyle {E_{+}}={\frac {\alpha +\beta }{1+S}}}，此时有{\displaystyle c_{A}=c_{B}}
{\displaystyle {E_{-}}={\frac {\alpha -\beta }{1-S}}}，此时有{\displaystyle c_{A}=-c_{B}}
因此，令{\displaystyle c_{A}=c}，可得到两个分子轨道
{\displaystyle {\Psi _{+}}=c\left({{\varphi _{A}}+{\varphi _{B}}}\right)}
{\displaystyle {\Psi _{-}}=c\left({{\varphi _{A}}-{\varphi _{B}}}\right)}
c可由归一化条件最终确定。
已知氢原子基态波函数（1s）在空间中表示为{\displaystyle e^{-{\frac {\mathbf {r} }{a_{0}}}}}，考虑二维情况{\displaystyle \mathbf {r} =(x,y)}，设一个处于{\displaystyle x=0}处的氢原子基态波函数为{\displaystyle \varphi _{A}(\mathbf {r} )=e^{-{\frac {\sqrt {x^{2}+y^{2}}}{a_{0}}}}}，另一个处于{\displaystyle x=x_{0}}处的氢原子基态波函数为{\displaystyle \varphi _{B}(\mathbf {r} )=e^{-{\frac {\sqrt {(x-x_{0})^{2}+y^{2}}}{a_{0}}}}}，对波函数按上面得到的分子轨道表达式进行线性叠加可得，

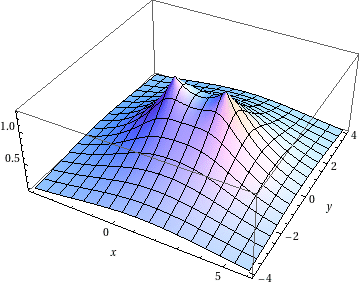
H2+分子的成键轨道的几率分布示意图

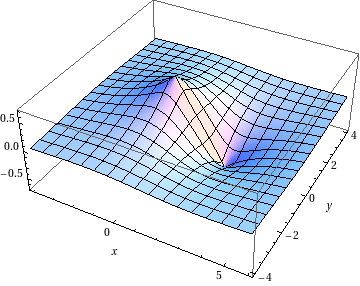
H2+分子的反键轨道的几率分布示意图

{\displaystyle {\Psi _{+}}(x,y)=c\left(e^{-{\frac {\sqrt {x^{2}+y^{2}}}{a_{0}}}}+e^{-{\frac {\sqrt {(x-x_{0})^{2}+y^{2}}}{a_{0}}}}\right)}
{\displaystyle {\Psi _{-}}(x,y)=c\left(e^{-{\frac {\sqrt {x^{2}+y^{2}}}{a_{0}}}}-e^{-{\frac {\sqrt {(x-x_{0})^{2}+y^{2}}}{a_{0}}}}\right)}